# 曹杰 (1966年)
曹杰（1966年8月—），男，汉族，安徽亳州人，中华人民共和国企业家、政治人物，中国共产党党员，古井集团董事长，第十一届全国人民代表大会安徽地区代表。

## 生平
曹杰毕业于复旦大学世界经济专业。2008年起担任全国人大代表。